# Аркас Микола Миколайович (старший)
Мико́ла Микола́йович Арка́с (26 грудня 1852 (7 січня 1853), Миколаїв — 13 (26) березня 1909, Миколаїв) — український культурно-освітній діяч, письменник, композитор, історик. Один із засновників і незмінний голова «Просвіти» в Миколаєві.
Син Миколи Андрійовича Аркаса, племінник Захарія Андрійовича Аркаса, батько Миколи Миколайовича Аркаса (молодшого) та Оксани Шестерикової-Аркас. 1901 року всиновив свого онука Миколу.

## Життєпис

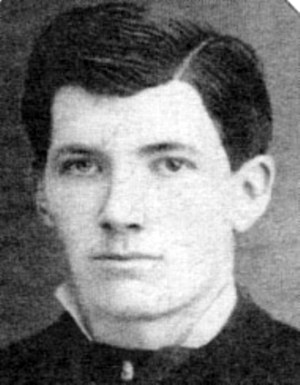
Микола Аркас

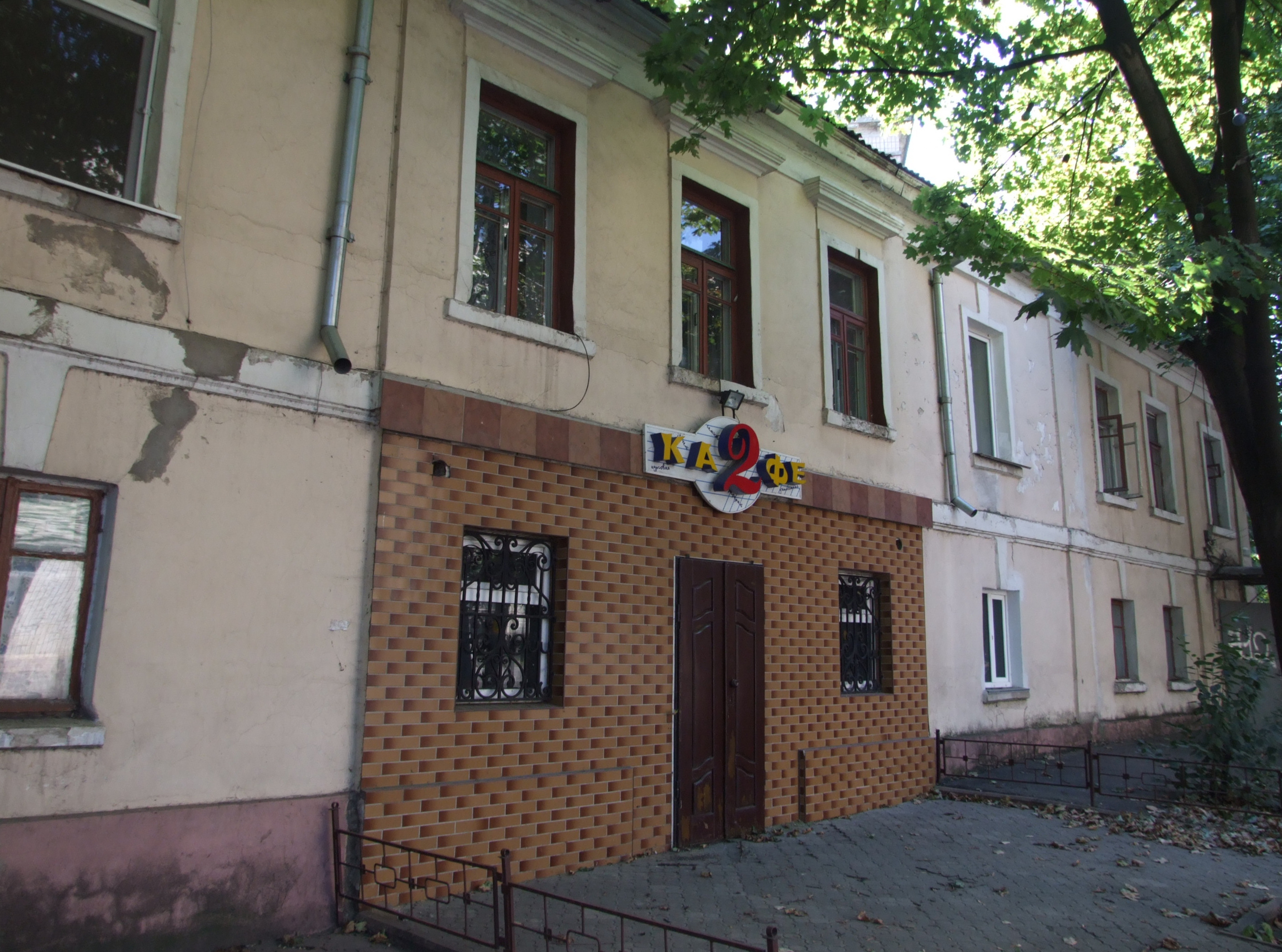
Будинок, у якому народився Микола Миколайович Аркас (вулиця Нікольська, 13)

Народився 26 грудня 1852 (7 січня 1853) року в Миколаєві в заможній сім'ї етнічного грека, адмірала Чорноморського Флоту Росії Миколи Андрійовича Аркаса.
Мати Софія Петрівна походила з давнього козацького роду Богдановичів, мала значний вплив на формування стійкого зацікавлення сина до української мови, культури, звичаїв. Микола Аркас доводився двоюрідним братом російському юристу, адвокату і судовому оратору Миколі Карабчевському. Їхні матері Софія Аркас і Любов Карабчевська були рідними сестрами — походили з давнього козацького роду Богдановичів. Їхній батько, Петро Григорович Богданович, 1793 року був переведений на Чорноморський флот із бунчукових товаришів Полтавського полку.
Дитячі та юнацькі роки пройшли на території Миколаївщини.
Не дивлячись на те, що він був сином високого імперського посадовця, одягався в український народний одяг. Улітку — вишита сорочка та солом'яний бриль, взимку — смушкова шапка та свитка. Микола вперто так одягався, не зважаючи на роздратування батька.
Отримав різносторонню освіту в Училищі правознавства у Петербурзі та Одеській гімназії. Згодом навчався на фізико-математичному факультеті Новоросійського університету в Одесі.
Після завершення навчання (з 1875 до 1881 року) за родинною традицією Микола Аркас служив у морському відомстві в Миколаєві. У вільний від служби час віддавався улюбленій справі — збиранню і записуванню народних мелодій і вивченню історії України. Під впливом свого вчителя Петра Ніщинського — українського композитора, диригента, письменника — почав самотужки оволодівати музичними знаннями, композиторськими навичками та писати музику. Захоплювався мистецтвом кобзарів і бандуристів, яких запрошував до Миколаєва з усієї України, оселяв у своєму будинку.
В селі Христофорівка — маєтностях родини Аркасів, за ініціативою та коштом Миколи Аркаса та його дружини Ольги Іванівни, було побудовано земську школу, регулярне навчання в якій розпочалося восени 1890 року.

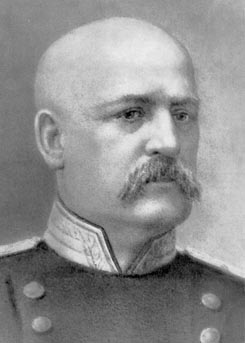
Микола Аркас

Значну частину свого життя та праці Микола Миколайович присвятив заснованій ним 25 лютого 1907 року миколаївській «Просвіті», яка, разом з Київською і Одеською, була за результатами діяльності одною з найкращих в підросійській Україні. Як меценат Микола Аркас значною мірою покривав фінансові потреби «Просвіти», допомагав газеті «Рада», Михайлові Грушевському надіслав гроші для будівництва студентського гуртожитку у Львові. Був членом Миколаївського товариства аматорів природи.
У себе вдома Микола Аркас зібрав значну бібліотеку, зокрема історичну (кілька тисяч книжок).
Помер 13 (26) березня 1909 року в Миколаєві від несподіваного серцевого нападу. На похороні Миколи Аркаса були присутніми близько 10 тисяч осіб. Його поховано поруч з церквою на миколаївському Некрополі в сімейному склепі поряд з батьками. У 1936 році після зруйнування більшовицькою владою могили-склепа засновника Миколаєва Михайла Фалєєва, труна з його останками була обв'язана дротом і на підводі перевезена на старе міське кладовище, де його помістили в склеп родини Аркасів.
Ухвалою виконкому Миколаївської обласної ради депутатів трудящих від 2 липня 1971 року склеп Аркасів охороняється як пам'ятка історії та культури.

## Родина
Микола Миколайович Аркас був одружений з Ольгою Іванівною — дочкою військово-морського офіцера, капітана другого рангу Чорноморського флоту Івана Степановича Шишкіна. Він походив із старовинного боярського роду, пращуром якого був Феодосій Шишка, який перейшов з польсько-литовської держави (Речі Посполитої) 1556 р. служити Москві. У подружжя народилася дочка Оксана, сини Петро та Микола. Ольга Іванівна була помічницею Миколи Миколайовича в громадській діяльності чоловіка. Коли підросла донька Оксана, вона разом з нею допомагала Миколі Миколайовичу збирати українські народні пісні в різних місцях, у пошуках яких відвідувала села Миколаївщини та Полтавщини, записувала пісні селян своїх маєтків. Всього було зібрано понад 400 народних пісень. Домашня вчителька дітей Аркасів у своєму щоденнику зазначала:

| «Як батьки, так і діти, особливо старший син (Микола), великі патріоти, які дуже люблять свою Малоросію і сильно ненавидять Петра Великого і всіх, хто не цінує і не любить Малоросії» (рос. «Как родители, так и дети, особенно старший сын, большие патриоты, которые очень любят свою Малороссию и сильно ненавидят Петра Великого и всех, кто не ценит и не любит Малороссии».) |

## Творча діяльність

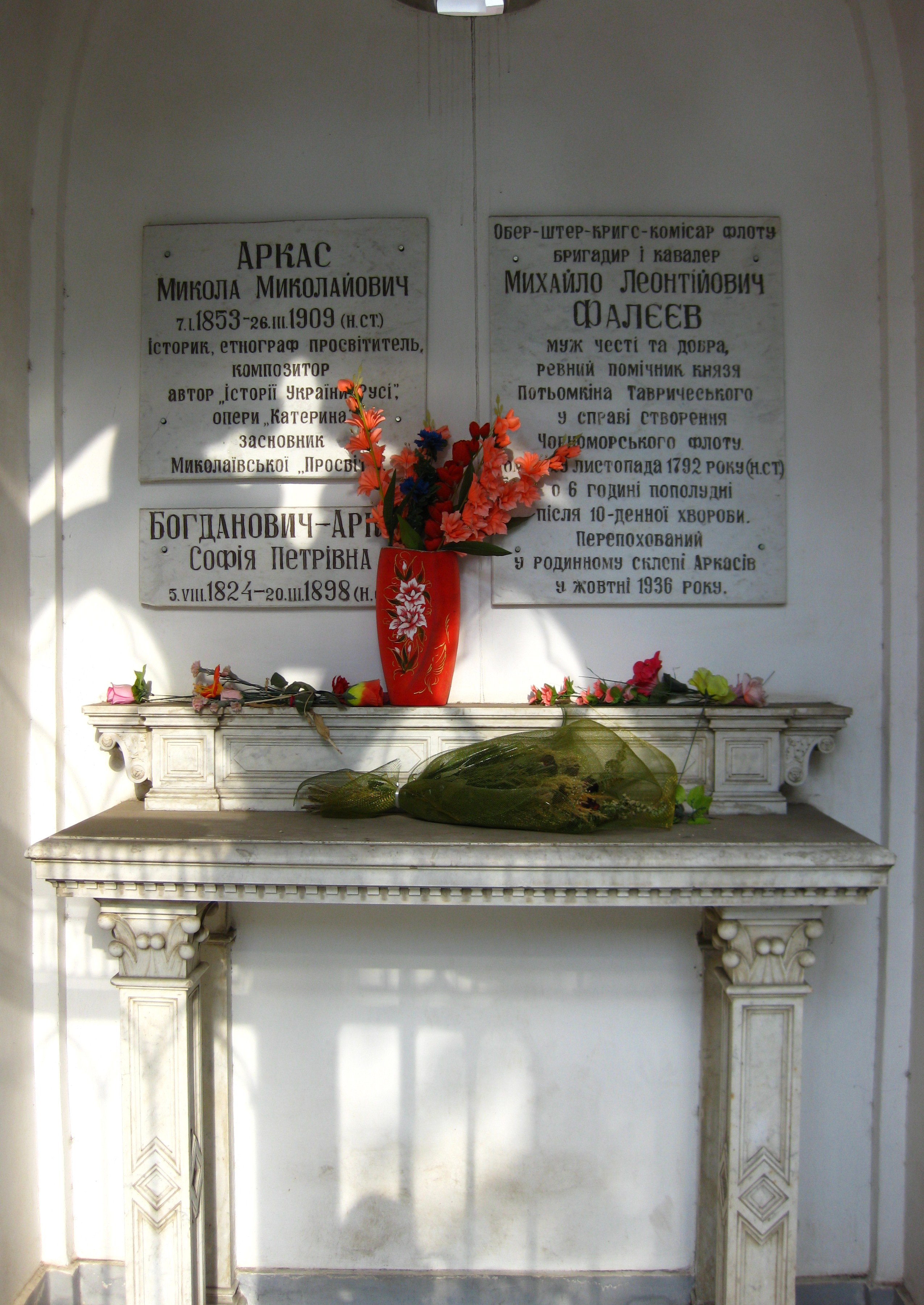
Могила Миколи Миколайовича в сімейному склепі Аркасів

Творчий доробок композитора складають солоспіви, вокальні ансамблі й обробки українських народних пісень (близько 80). Найзначнішим твором Миколи Аркаса, який приніс йому визнання, стала опера «Катерина» за поемою Тараса Шевченка (1890 рік). Цей твір започаткував оперну шевченкіану і став першою українською ліричною народно-побутовою оперою. «Катерина» з великим успіхом була поставлена трупою Марка Кропивницького у Москві у 1899 році, а згодом — у Мінську, Вільнюсі, Києві. Досі постановки опери постійно відновлюються. Натхненний успіхом «Катерини», Аркас планував написання ще кількох музичних творів, але хвороба (крововилив у мозок і параліч правої руки) не дала змоги сідати за фортепіано. Опера «Катерина» лишилась єдиною у творчому доробку композитора.
Після закінчення морської служби у 1881 році, Микола Аркас зайняв посаду мирового судді у Херсоні. Багато часу віддавав культурно-громадській роботі. Він став засновником і головою товариства «Просвіта» в Миколаєві, на власні кошти відкрив народну школу з українською мовою навчання, яка з наказу влади була відразу заборонена.
З 1902 року почав писати «Історію України-Русі», маючи на меті створити ненаукову проте достовірну книгу в подарунок своєму синові, поділившись тим самим з ним своєю любов'ю до рідної землі та народу. У 1908 році в Петербурзі книга була опублікована тиражем 7000 примірників, написана «кулішівкою». Щоб її видати М. М. Аркас змушений був позичити значні на той час гроші під великі відсотки. Книга мала великий успіх і автор ініціював друге видання, що мало доповнення та було видане вже після його смерті у 1912 році в Кракові. Редактором обох видань був Василь Доманицький.
Автор поеми «Гетьман Пилип Орлик», яка вперше була надрукована лише 2 лютого 1993 р. в миколаївській газеті «Рідне Прибужжя».

## Вшанування пам'яті

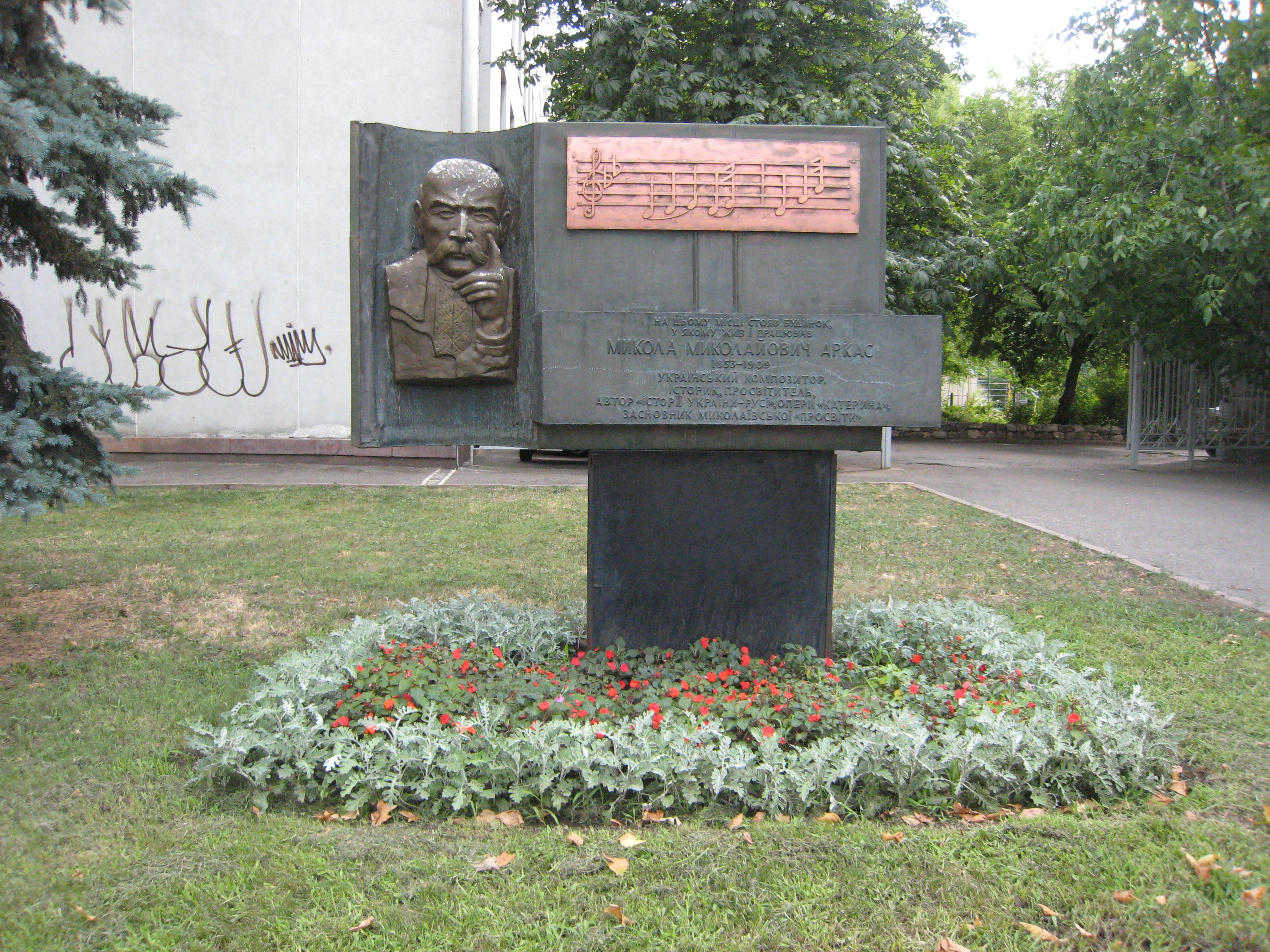
Пам'ятник Миколі Аркасу в Миколаєві

27 жовтня 1992 року на місці Аркасівського будинку встановлено пам'ятний знак — мідну стіну з барельєфом Миколи Аркаса. Автори монументу Федорук Василь Васильович, Олексій Бондаренко.
18 квітня 1996 року розпорядженням голови Миколаївської облдержадміністрації засновано обласну культурологічну премію імені Миколи Аркаса.
Розпорядженням голови облдержадміністрації від 6 серпня 2001 року період з 7 січня 2002 по 7 січня 2003 року оголошено «Аркасівським роком на Миколаївщині».
У жовтні 2002 року на будинку, де народився Микола Аркас (вулиця Нікольська, 13), урочисто відкрито меморіальну дошку (скульптор Юрій Макушин).
Традиційними стали наукові конференції, виставки, «Аркасові читання» та ін. в Миколаївському державному педагогічному університеті.
У Львові (вулиця Миколи Аркаса) та в місті Баштанка Миколаївської області є вулиці, названі на честь Миколи Аркаса. На честь нього також названа Аркасівська вулиця у Києві та Миколаєві
У Музеї історії села та образотворчого мистецтва села Христофорівка, філії Баштанський краєзнавчий музей є експозиційна зала, присвячена роду Аркасів.